# Caballo Hackney

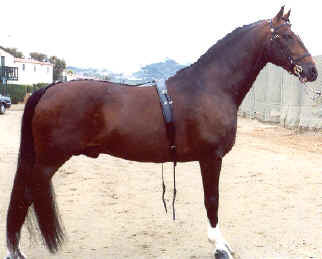
Caballo macho Hackney

Hackney es una raza de caballos reconocida que se desarrolló en Gran Bretaña. En las últimas décadas, la cría del Hackney se ha dirigido a producir caballos pensados para la conducción de carruajes. Son una elegante raza de caballos de carruaje, popular para mostrar en eventos de arneses. Los Hackneys poseen una buena resistencia y son capaces de trotar a alta velocidad durante largos períodos de tiempo.

## Historia de la raza

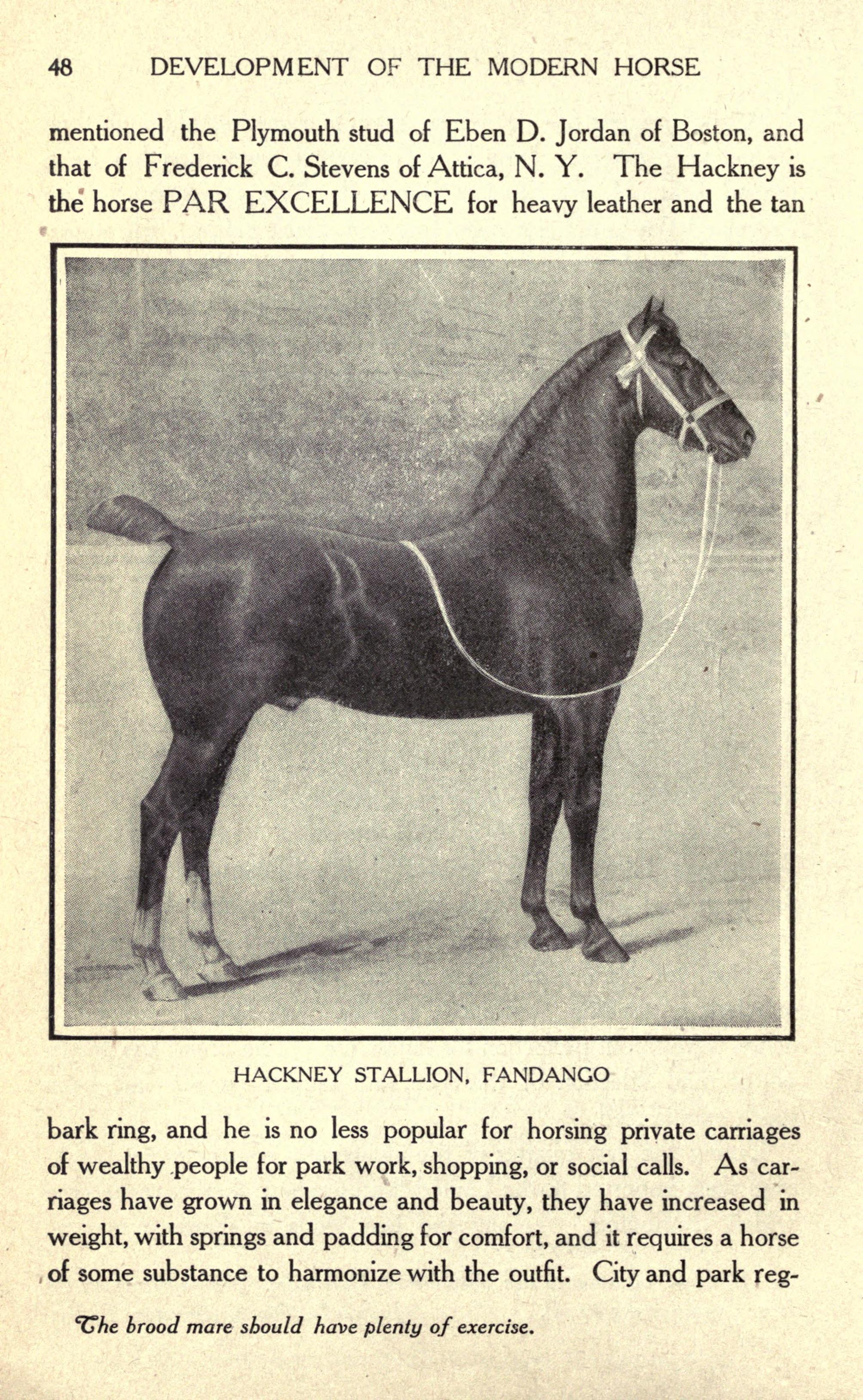
Imagen de un semental de Hackney llamado Fandango en el libro "A Sketch of the Development of the Modern Horse, de F. S. Cooley, 1906.

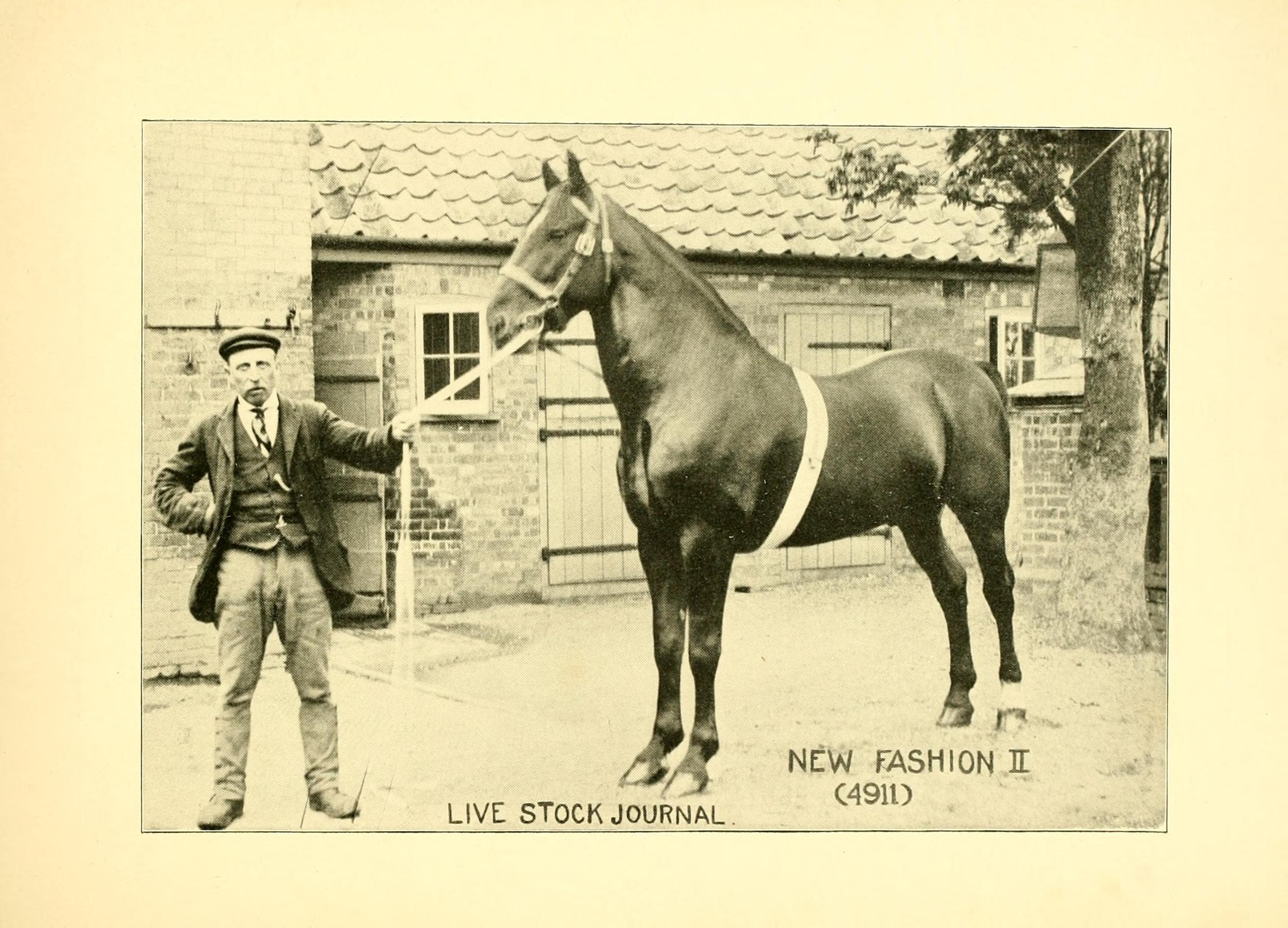
Imagen de un semental en el Catálogo de Truman's Pioneer Stud Farm: importadores, exportadores y criadores de caballos Shire, Percherón, Belgas, Suffolk y Hackney (1903).

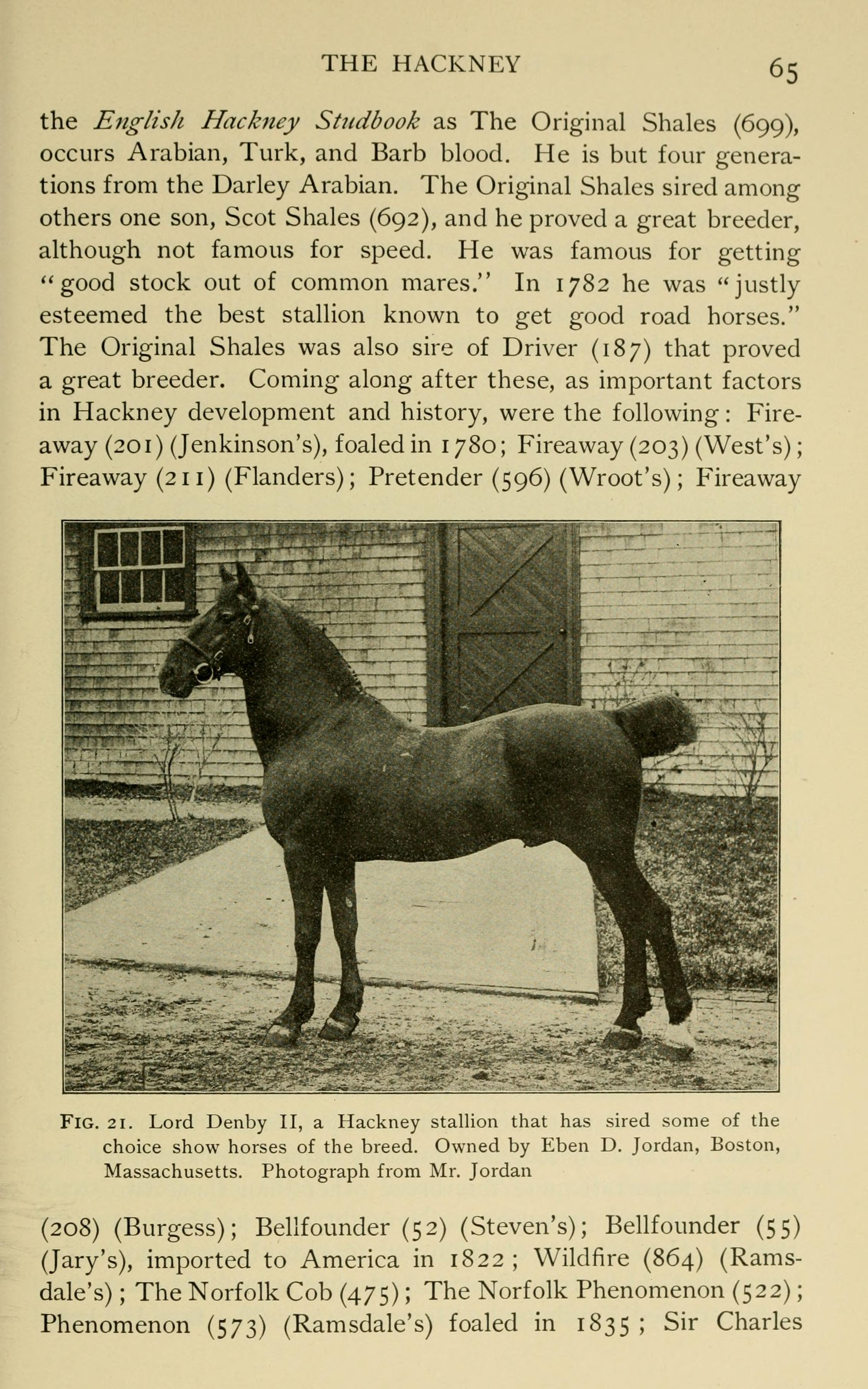
Un ejemplar de Hackney en "Types and breeds of farm animals" de Charles S. Plumb. (1906).

La raza Hackney de caballos se desarrolló en el siglo XIV en Norfolk, cuando el rey de Inglaterra necesitaba caballos poderosos, pero atractivos y con un excelente trote, para ser utilizados como caballos para montar de propósito general. Dado que las carreteras eran rudimentarias en aquellos tiempos, los Hackneys eran un caballo principalmente para montar, siendo la equitación el modo común de transporte. Los caballos de trote eran más adecuados como caballos de guerra que los deambuladores con sus andares. Como resultado, en 1542 el rey Enrique VIII requirió que sus súbditos ricos mantuvieran un número específico de sementales de caballos de trote para uso en cría.
Aproximadamente en 1729, un semental trotador de Norfolk y un semental árabe contribuyeron al ganado de base del moderno caballo Hackney. El Norfolk Roadster resultante, como se le conocía, era un caballo de construcción pesada que los granjeros y otros usaban como caballo de trabajo. También era un caballo rápido con buena resistencia.
Otro caballo famoso fue el semental Original Shales, parido en East Anglia en 1755. Estaba junto al semental Blaze, hijo del famoso caballo de carreras invicto Flying Childers, nieto del gran Darley Arabian (uno de los tres sementales fundadores de la raza purasangre). Original Shales engendró dos sementales, Scot Shales y Driver, los cuales tuvieron una gran influencia en el Norfolk Trotter.
Messenger (GB) , un nieto de Sampson en 1780, fue un padre fundador del actual caballo American Standardbred. Hambletonian 10 tenía al menos tres cruces de Messenger en la tercera y cuarta generación de su pedigrí (3x4x4). En la década de 1820, se registró que "Norfolk Cob" había hecho 2 millas en 5 minutos 4 segundos y era uno de los caballos famosos de esa raza junto con "Nonpareil", que hacía 100 millas en 9 horas 56 minutos 57 segundos.
En 1820, el fundador de Bellfounder, un semental Norfolk Trotter que podía trotar 17 millas en una hora con una carga de más de 90 kg, fue exportado a Estados Unidos, donde fue el padre de Hambletonian 10. En esta época, los trotadores competían con silla de montar, no con arnés. Más tarde, con mejoras en las carreteras, el Hackney también se usó con arneses, y luego fue un caballo de montar y arrastre de gran mérito.
Robert y Philip Ramsdale, padre e hijo, llevaron los caballos de Norfolk Wroot's Pretender y Phenomenon a Yorkshire, donde los criaron con yeguas trotantes de Yorkshire. En julio de 1800, la célebre yegua Hackney Phenomenon, fue desafiada a hacer 17 millas en 56 minutos al trote por una apuesta de £ 400, lo que hizo en 53 minutos. En 1832, una de las hijas de Phenomenon, la  Phenomena, de una altura de 14 manos, trotó 17 millas en solo 53 minutos. Durante el siglo XIX, con la expansión del ferrocarril, la raza Norfolk cayó en desgracia, para ser revivida más tarde por la Hackney Horse Society. Las razas Norfolk y Yorkshire Trotter se criaron selectivamente para lograr un estilo elegante y para velocidad, y se desarrollaron en el moderno caballo Hackney. Los brillantes andares del caballo Hackney, sin embargo, lo salvaron de la extinción y se lo comenzó a usar en exhibiciones. Todavía tienen un gran éxito en la conducción en arnés y también pueden producir caballos de montar muy agradables, muchos de ellos conocidos por su habilidad en la competencia de salto y doma.
En 1883, se formó la Hackney Horse Society en Norwich y el libro genealógico de la sociedad tiene registros que se remontan a 1755 en el libro genealógico de Hackney.
En 1885, la Hackney Stud Book Society presentó sus caballos por primera vez en el Agriculture Hall de Londres. A medida que la noción de “pureza de sangre” cobraba mayor importancia, las yeguas ya no podían registrarse en la raza sin un certificado de origen y los únicos cruces autorizados eran con purasangres. Los concursos de caballos enjaezados iban en aumento y, ante la demanda de caballos de porte elegante, algunos criadores se especializaron. La demanda de caballos militares y caballos de tiro ligeros llevó a la exportación, en 1891, de 28 sementales Hackney a Italia y, al año siguiente, de 100 sementales, de los cuales 78 a los Estados Unidos. Los japoneses firmaron importaciones regulares en 1897, que continuaron hasta 1923. Los propietarios ricos apreciaban este elegante caballo para guiar a sus equipos por la ciudad y lo demandaban en Francia, Alemania y los Países Bajos.
Alexander Cassatt fue responsable de la introducción del póney Hackney en los Estados Unidos. En 1878 adquirió el ejemplar llamado 239 Stella en Gran Bretaña y la llevó a Filadelfia.' Cassatt y otros crearon la  American Hackney Horse Society en Léxington (Kentucky) en 1891. 
Los hackneys vienen en rangos de altura tanto de póneys como de caballos, y son una de las pocas razas que reconocen tanto el tamaño del póney como del caballo. El Hackney Pony se desarrolló a finales del siglo XIX, cuando los caballos Hackney se cruzaron con varias razas de póneys para crear un tipo muy específico de póney de exhibición.

## Características de la raza

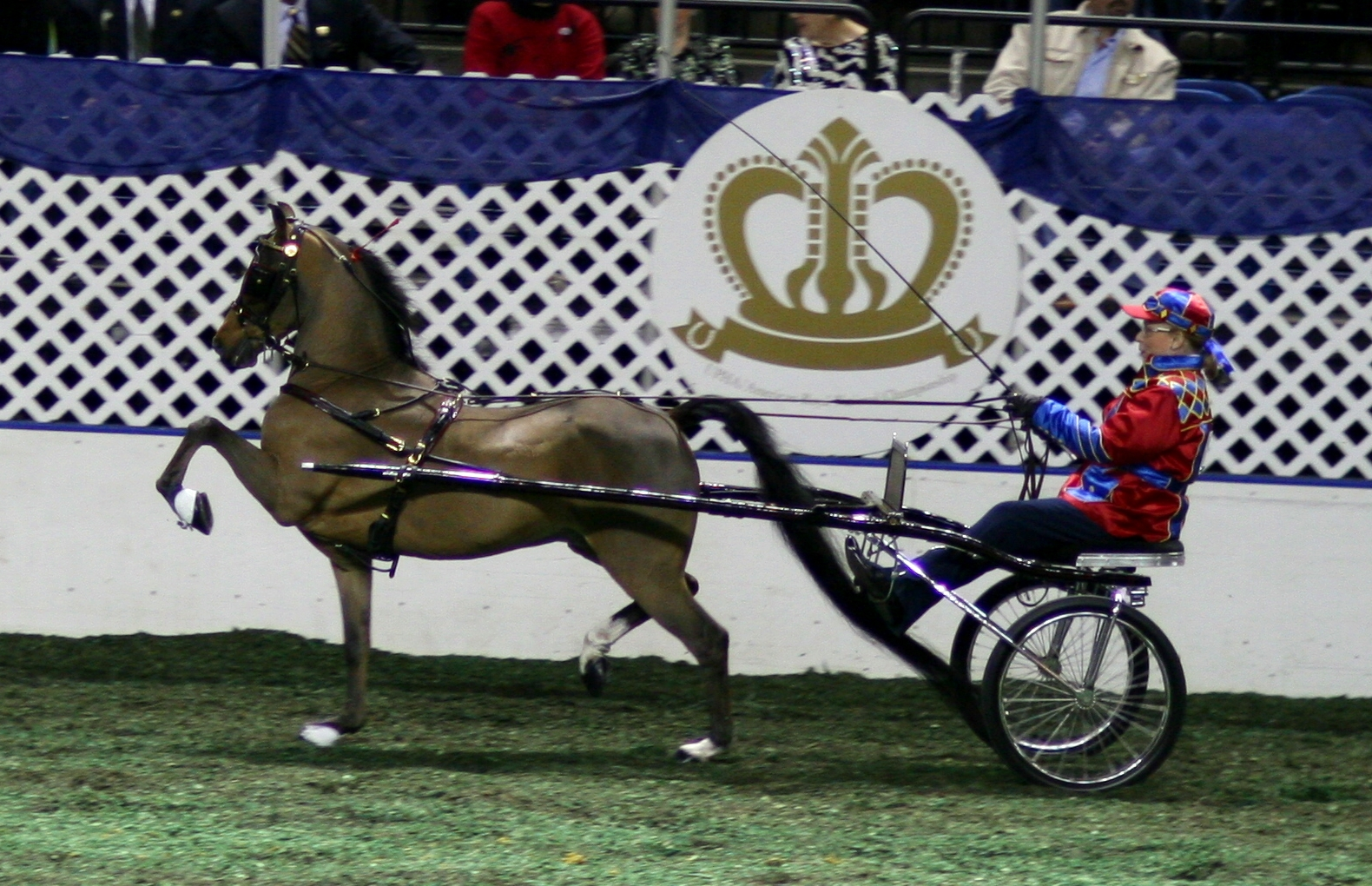
Caballo Hackney, de formato póney, en 2007.

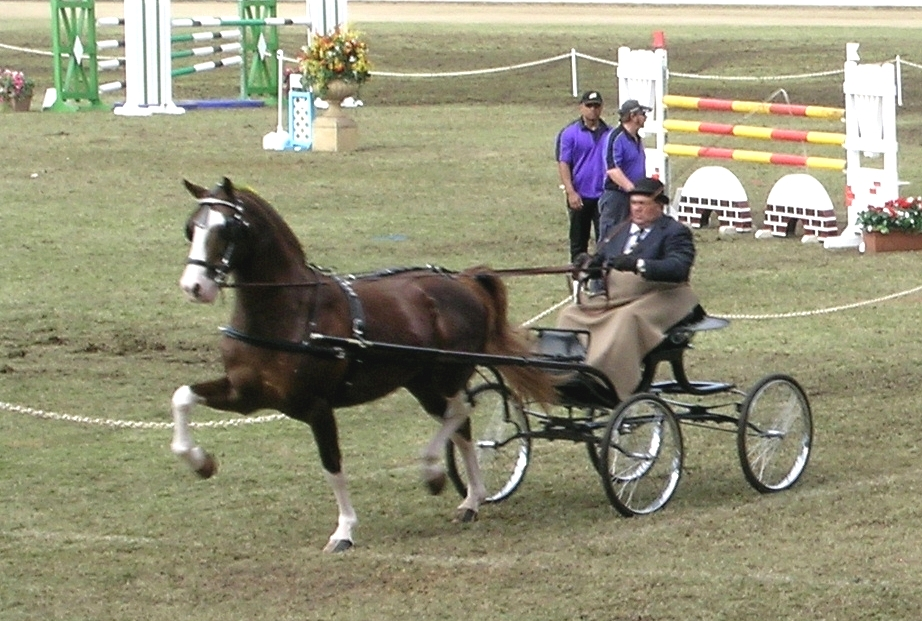
Un caballo Hackney en una competición de conducción de carruaje, con su característico paso de articulaciones delanteras elevadas.

La altura del caballo Hackney varía de 14,2 manos (147 centímetros - una mano son 4 pulgadas) a 16,2 manos (168 cm) de altura. Pueden ser de cualquier color sólido, incluidos castaño, oscuro, alazán y negro. Los hackneys suelen tener marcas blancas, a menudo debido a la influencia de la genética sabino.
El Hackney tiene una cabeza bien formada, a veces con una nariz ligeramente convexa. Sus ojos y oídos son expresivos y deben mostrar alerta. El cuello tiene cresta y es musculoso con una garganta y una mandíbula bien definidas. El pecho es ancho y bien definido, el hombro es poderoso, largo y suavemente inclinado. Los Hackney tienen una longitud media de espalda, musculatura, grupas niveladas y cuartos traseros poderosos. Sus costillas están bien arqueadas. La cola se coloca alta y se lleva alta de forma natural. Las patas son fuertes, con articulaciones anchas y limpias y antebrazos largos, con corvejones fuertes y cuartillas de longitud media, y están unidas a pezuñas redondas y bastante erguidas.
En el trote, exhiben vistosidad y una exagerada acción alta de rodillas y corvejones debido a la muy buena flexión de sus articulaciones. Su acción debe ser recta y verdadera con un momento de suspensión definido. Las patas delanteras se extienden hacia arriba con las rodillas muy dobladas que se estiran bien hacia adelante con un paso que cubre el suelo. Sus patas traseras están bien impulsadas debajo de ellos en una acción exagerada similar. Además de la solidez y la resistencia inherentes, Hackney ha demostrado ser una raza con un galope rítmico y fácil y una manera de caminar rápida y elástica.
Los caballos de esta raza se han exportado desde el Reino Unido a Australia, Estados Unidos y Holanda.

## Etimología y terminología
La palabra "hackney" es claramente en español un préstamo del inglés y éste del inglés medio, término de origen también probable algún tiempo antes en francés del término antiguo "haquenée" que designa una yegua que pasea con ambladura, el trote característico.

## Comportamiento
Es un caballo enérgico, animado y con ganas de trabajar. Lo que llama la atención de esta raza de caballos es el paso al trote. El caballo parece tomar un breve descanso entre cada paso, lo que hace que para que parezca que los cascos apenas tocan el suelo. Debido al fuerte énfasis en el trote llamativo de la raza, esta raza casi ha perdido su andar normal. Es por eso que rara vez se usa en torneos internacionales de conducción.

## Mejora genética
El Hackney es una raza equina actualmente en riesgo de extinción, ya que el mundo de las carreras de obstáculos ha cambiado, los requisitos estándar han cambiado y la demanda de esta raza ha disminuido. Los criterios por los que se elige un semental o una hembra para reproducción son rapidez, estilo y robustez.
El Hackney es una elegante raza de caballos de carruaje, criados íntegramente en Gran Bretaña. Apareció por primera vez en el siglo XVIII en Yorkshire y Norfolk, donde rápidamente se convirtió en el carruaje ideal para largas distancias, apreciado por su resistencia. Rápidamente ganaron una reputación como caballos deportivos de alta resistencia.
En 1880 se eligió "Hackney" como nombre de la raza, caballos que fueron inmediatamente demandados por sus características de velocidad, resistencia y estilo. Con la llegada del ferrocarril y los coches, las características de la elegancia comenzaron a ser seleccionadas y preferidas a las de resistencia. Los resultados fueron, por tanto, caballos de transporte de tipo más ligero y de mayor acción. Las diversas selecciones llevaron al Hackney de hoy a estar caracterizado por una notable versatilidad atlética, que le permite sobresalir en diversas disciplinas como la doma, la equitación y el salto. La raza actual deriva de innumerables cruces entre razas como el Norfolk Trotter y el pura sangre inglés. El libro genealógico tiene 42 volúmenes.
Esta raza no es común en casi ninguna parte del mundo. A principios de 2012, el estatus de esta raza de caballos pasó de la lista de "En peligro de extinción" a la de "Crítico".
La mayoría de los Hackney se encuentran en Gran Bretaña; menos de 200 en EE. UU.; alrededor de 300 en Argentina, pequeños grupos están presentes en Australia, Dinamarca, Holanda, Sudáfrica y España.
Actualmente, solo unas pocas yeguadas de estos caballos conservan la estructura genética pura de la histórica raza Hackney. Estos caballos son una prioridad de conservación.
Incluso hoy en día, los criadores seleccionan caballos de competición basándose en las características de calidad, coraje y gran fuerza que caracterizan al caballo deportivo moderno.
Los Pure Hackneys se han utilizado como sujetos de ataque principalmente en competiciones, pero también se utilizan como criadores de caballos de salto, generalmente en la segunda generación.